# 4chan

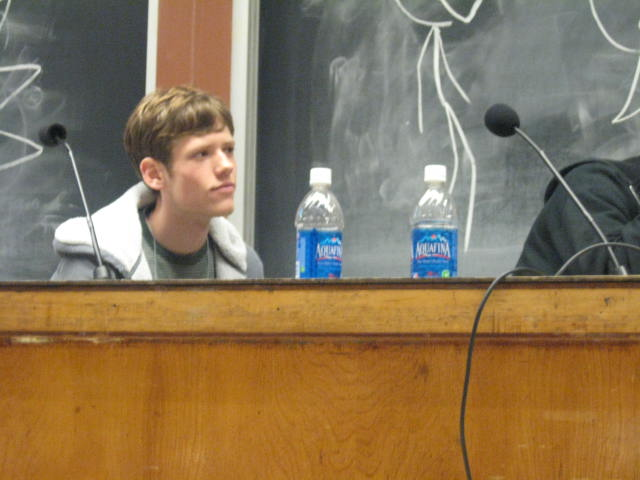
Oprichter Moot tijdens ROFLcon 2008

4chan is een populair Engelstalig internetforum. 4chan werd op 1 oktober 2003 opgericht door de toen 15-jarige Christopher Poole, op de website bekend als "moot".
4chan draait vooral om het plaatsen en becommentariëren van afbeeldingen. Gebruikers kunnen volledig anoniem afbeeldingen en reacties plaatsen over alle denkbare onderwerpen. De site is gebaseerd op het Japanse internetforum Futaba Channel en is onderverdeeld in 63 verschillende subfora, 'boards' genaamd. De boards zijn onderverdeeld in 6 categorieën: Japanese Culture, Interests, Creative, Adult (18+), Miscellaneous (18+) en Others. Het populairste (en beruchtste) is het 'Random board', dat '/b/' wordt genoemd.
In 2015 maakte oprichter Moot bekend de website te verlaten en voor Google te gaan werken. De dagelijkse leiding lag daarna enkele maanden in handen van een groep anonieme moderators. In september 2015 maakte 4chan bekend dat Hiroyuki Nishimura de nieuwe eigenaar is. Hij is de oprichter van 2channel, een Japans forum dat veel gelijkenissen vertoont met 4chan.
Op 14 april 2025 werd 4chan offline gehaald door een hack. Sinds de hack is de site offline en zijn er admin portaal screenshots en de e-mailadressen van de administrators en moderators uitgelekt. De hack is voltooid vanwege het niet updaten van cruciale systemen als PHP sinds 2016.

## Threads
Berichten plaatsen gebeurt net als op veel andere internetfora in zogeheten 'threads'. Threads zijn op elk board onderverdeeld in 10 pagina's. De threads met de recentste activiteit staan op de eerste pagina. Zolang er geen activiteit is op een thread verschuift de thread richting de 10e pagina, waarna de thread uiteindelijk volledig en voorgoed van 4chan verdwijnt, als er geen nieuwe berichten in worden gepost. Het feit dat de website geen 'geheugen' heeft (hoewel vele threads wel op andere websites worden opgeslagen), draagt bij aan het anonieme karakter van de site.

## Internetmemes
4chan-gebruikers zijn verantwoordelijk voor het bedenken of populariseren van vele zogeheten internetmemes. Voorbeelden hiervan zijn Lolcat, Rickroll, Uncle Dolan als parodie op Donald Duck en Troll Physics, waarbij uitvindingen worden gepresenteerd die een loopje nemen met natuurwetten (vooral de werking van magneten zijn een bron van humor).

## Pedobear
Door de anonimiteit van de deelnemers en het 'geen regels'-beleid op het /b/-board werd het uitwisselen van kinderporno onder gebruikers een groot probleem. Om dit tegen te gaan gebruikten 4chan-gebruikers een tekening van een beer om aan te duiden dat een gebruiker illegale pornografische inhoud had gepost. Hierdoor ontstond de internetmeme Pedobear. De beer werd oorspronkelijk in Japan gebruikt als een teken voor 'veiligheid' tijdens bouwwerken.